# Rue Boileau (Nantes)
Pour les articles homonymes, voir Rue Boileau.
La rue Boileau est une rue de Nantes, dans le département de la Loire-Atlantique, en France.

## Situation et accès
Située dans le centre-ville de Nantes, c'est une des principales rues commerçantes du centre-ville. Elle relie la rue du Calvaire au nord à la rue Crébillon au sud, en croisant successivement la rue du Chapeau-Rouge, la rue Scribe et la rue Rubens.

## Origine du nom
Elle rend hommage à Nicolas Boileau (1636-1711), poète, écrivain et critique français, historiographe de Louis XIV.

## Historique
Jusqu'en 1822, la rue, plus courte, aboutissait à un escalier communiquant avec les rues Crébillon et Rubens. Cette partie de la voie, échappant à l'urbanisation de la fin du XVIIIe et du début du XIXe siècle, était considérée comme étant habitée par des gens peu fréquentables. Le prolongement de la rue s'achève en 1844, après la destruction de bâtiments, notamment celle du « cirque du Chapeau-Rouge », qui doit son nom à la rue et à la cour du Chapeau-Rouge où il était installé. Dans la salle où ce « cirque » se produit, un bal est donné à l'occasion de la visite de Napoléon Ier à Nantes en 1808.
Elle était appelée auparavant « rue du Merle-Blanc ».
En 1881, le siège nantais de la banque Crédit lyonnais est construit au no 4 de la rue.
Au début du XXe siècle, la rue est très commerçante. Y figurent notamment les magasins de vente de la biscuiterie LU (installée ici au no 5 depuis la création de l'entreprise en 1846) et de la Biscuiterie nantaise (BN).

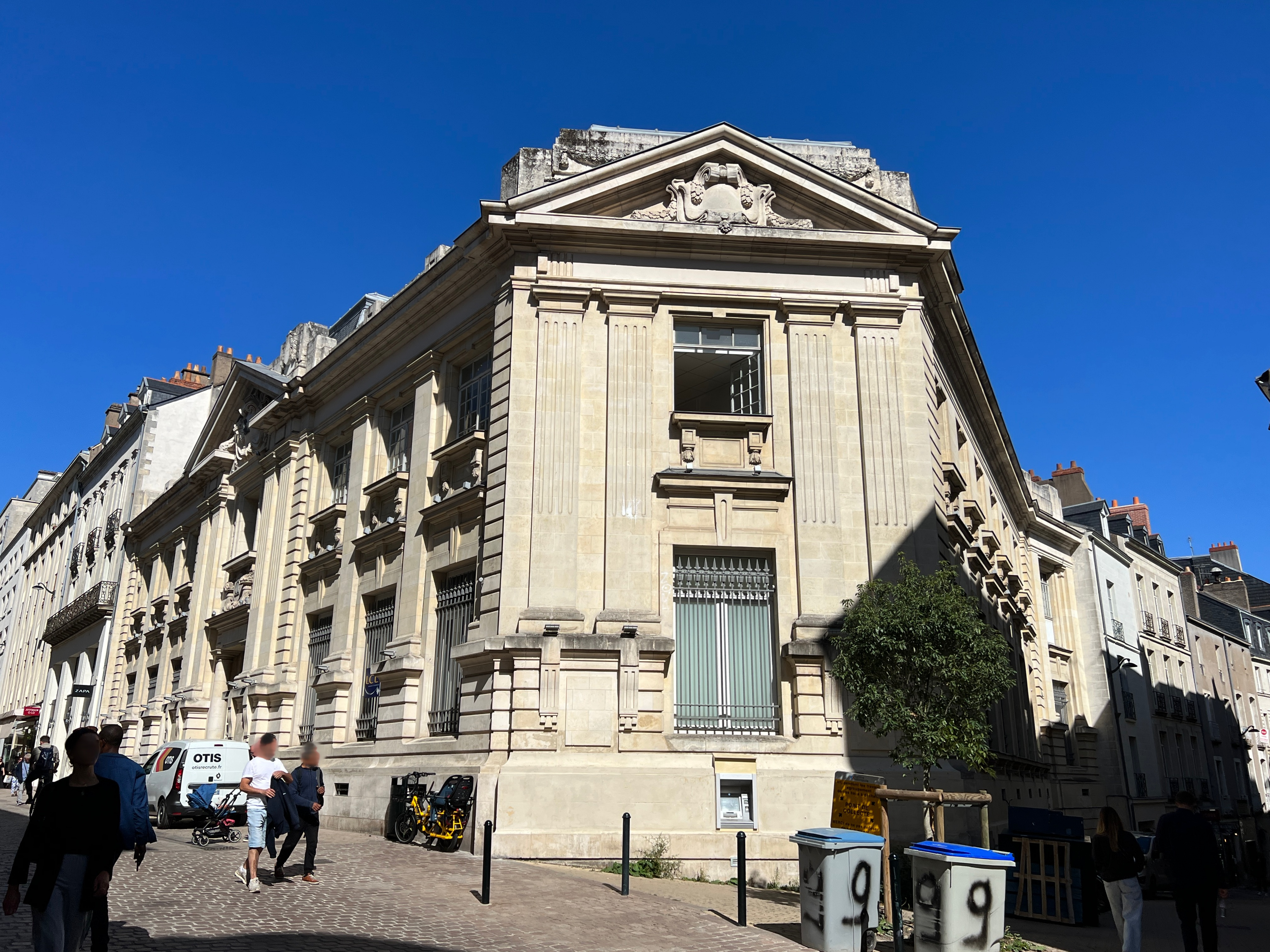
Siège du Crédit lyonnais.

En 1922, le siège du Crédit lyonnais est détruit par un incendie. En 1924, l'architecte André Narjoux conduit la construction d'un nouvel immeuble de style Art déco, doté d'une immense verrière. La banque y est installée depuis.
La rue est très endommagée lors des bombardements de 1943. La galerie d'art Mignon-Massart, au no 10 de la rue, est détruite le 16 septembre, lors de l'inauguration d'une exposition, ce qui provoque la mort de sa propriétaire, du peintre Carcasse et des invités. Au total, 31 personnes trouvent la mort rue Boileau sur les 1048 civils et 53 soldats Allemands victimes des bombardements à Nantes ce jour-là. La galerie, reprise par Simone Mignon-Massart, la fille de la défunte, ne peut se réinstaller à la même adresse qu'après la reconstruction, en 1955. La galerie ferme en 1987.
En 1992, une plaque est apposée à la mémoire du résistant Pierre Audigé (1908-1944), installé en 1937 au no 9 de la rue comme chirurgien-dentiste, puis entré dans la résistance, arrêté à Caen par l'occupant allemand et exécuté.